# Petroci
La Société nationale d'opérations pétrolières de Côte d'Ivoire, communément connue sous le nom de Petroci, est une société anonyme et faîtière ivoirienne à participation financière publique, au capital social de 20 milliards de francs CFA.

## Histoire
Depuis 2012, la directrice exécutive de la Fondation Petroci est Aya Virginie Touré, militante du Rassemblement des femmes républicaines, section féminie du Rassemblement des républicains .
En mai 2023, Petroci suspend son directeur général, Vamissa Bamba, après un scandale portant sur la disparition de 17 000 tonnes de gaz butane.
En juillet 2023, Fatoumata Sanogo, ancienne cadre chez Total Energies, est nommée directrice générale du groupe, un poste occupé en intérim depuis plusieurs semaines à la suite de l'éviction de Vamissa Bamba.
À partir d'août 2023, Petroci exploite un important gisement d'hydrocarbures en Côte d'Ivoire en coopération avec l'Italien ENI. 

## Missions
La Société nationale d'opérations pétrolières de Côte d'Ivoire (Petroci) a pour mission :
1. La recherche et l'exploration des gisements d'hydrocarbures et de toutes substances annexes et associées ;
2. L'industrie, le transport, le stockage et le commerce de ces matières et de tous les produits et sous-produits dérivés

Petroci est aussi chargée de prendre soit seule, soit en collaboration avec d'autres sociétés, toutes mesures propres à assurer la continuité et la sûreté des approvisionnements de la Côte d'Ivoire en hydrocarbures et produits dérivés et, notamment la constitution et la gestion de stocks de sécurité et, plus généralement toutes opérations mobilières, financières et commerciales se rattachant directement ou indirectement à l'objet ci-dessus énoncé.
Petroci a pour objectif principal de « bâtir une économie pétrolière intégrée et diversifiée, en optimisant les efforts de recherche et la valorisation des ressources en hydrocarbures ».